# Alfons de Portugal (Hospitaler)
Alfons de Portugal (Coimbra, 1135-Santarém, 1207) fou Mestre de l'Hospital des de 1203 a 1206.
Era fill natural del rei Alfons I de Portugal i Famula Gomez de Trava. Va participar en la Quarta Croada.
Va entrar molt jove a formar part de l'Orde de l'Hospital, gràcies a la seva influència política de la seva família el 1203 va ser elegit com a Gran Mestre. Amb aquesta posició, va participar en la Quarta Croada contra la ciutat cristiana de Constantinoble. Però a causa del seu caràcter estricte i autoritari, aviat es va fer impopular entre molts dels cavallers de l'Orde, que els portava sovint la dissidència.
Va ser per aquesta causa, finalment, que el 1206 va decidir abdicar, va renunciar al seu càrrec i es va retirar a la vida privada a la cort portuguesa, on va morir el 1207. Alfons va ser enterrat a l'església dedicada a Sant Joan, la Igreja de São João de Alporão, propietat de l'Orde Hospitalari de Sant Joan.